# マルクス・ヴェルバ
マルクス・ヴェルバ（Markus Werba, 1973年11月14日 - ）は、オーストリア・ケルンテン州ヘルマゴール郡出身のバリトン・オペラ歌手である

## 経歴
16歳より声楽を学ぶ。クラーゲンフルト音楽院、ウィーン国立音楽大学卒業（ラルフ・デーリング、ロベルト・ホルおよびヴァルター・ベリーに師事）。

## レパートリー（オペラ）
ベッリーニ
- リッカルド『清教徒』

ブラウンフェルス
- Wiedehopf『鳥たち』

ブリテン
- ビリー・バッド『ビリー・バッド』
- デメトリアス『夏の夜の夢』

カヴァッリ
- メルキューリオ『ラ・カリスト』

ドビュッシー
- ペレアス『ペレアスとメリザンド』

ドニゼッティ
- ドン・アルフォンソ『ファヴォリート』
- マラテスタ『ドン・パスクァーレ』
- ベルコーレ『愛の妙薬』
- アシュトン卿エンリーコ 『ランメルモールのルチア』

コルンゴルド
- フランク/フリッツ『死の都』

レハール
- ダニロ・ダニロヴィッチ伯爵『メリー・ウィドウ』

マルシュナー
- ハンス・ハイリング『ハンス・ハイリング』

モーツァルト
- パパゲーノ『魔笛』
- ドン・ジョヴァンニ『ドン・ジョヴァンニ』
- グリエルモ/ドン・アルフォンソ『コジ・ファン・トゥッテ』
- フィガロ/アルマヴィーヴァ伯爵『フィガロの結婚』
- ナルド『偽の女庭師』

ロッシーニ
- フィガロ『セビリアの理髪師』
- ダンディーニ『チェネレントラ』

トーマス
- ハムレット『ハムレット』

チャイコフスキー
- オネーギン『エフゲニー・オネーギン』

プッチーニ
- マルチェッロ『ラ・ボエーム』

シューベルト
- フロイラ『アルフォンソとエストレッラ』

シューマン
- ファウスト博士、『ゲーテのファウストからの情景』

ヨハン・シュトラウス2世
- アイゼンシュタイン男爵/ファルケ博士『こうもり』

リヒャルド・シュトラウス
- ハレルキン『ナクソス島のアリアドネ』
- オリバー『カプリッチョ』

ヴェルディ
- ロドリーゴ『ドン・カルロ』
- フォード『ファルスタッフ』

ワーグナー
- ベックメッサー『ニュルンベルクのマイスタージンガー』
- ヴォルフラム・フォン・エッシェンバッハ『タンホイザー』

## レパートリー（コンサート）
- 『ドイツ・レクイエム』ブラームス
- 『レクイエム』フォーレ
- 『マタイ受難曲』バッハ
- 『ヨハネ受難曲』バッハ
- 『われは満ち足れり』バッハ
- 『天地創造』ハイドン
- 『戴冠式ミサ』モーツァルト
- 『大ミサ曲』モーツァルト
- 『エリヤ』メンデルスゾーン
- 『パウロ』メンデルスゾーン
- 『少年の魔法の角笛』マーラー
- 『さすらう若者の歌』
- 『カルミナ・ブラーナ』オルフ

## レパートリー（歌曲）
- ブラームス
- シューマン
- シューベルト
- ヴォルフ

## ディスコグラフィ
DVD
- マルシュナー：歌劇『ハンス・ハイリング』レナート・パルンボ（指揮）/演出：ピエール・ルイージ・ピッツィ/カリアリ歌劇場
- シューベルト：『アルフォンソとエストレッラ』ジェラール・コルステン（指揮）/演出：ルカ・ロンコーニ/カリアリ歌劇場
- カールマン：『チャールダーシュの女王』ルドルフ・ビーブル（指揮）/ヘルムート・ローナー（演出）/メルビッシュ湖上音楽祭
- モーツァルト：歌劇『にせの女庭師』 K.196 指揮：アイヴァー・ボルトン/演出：ドリス・デーリエ/ザルツブルク州立劇場

CD
- ハイドン：オラトリオ『天地創造』ウィリアム・クリスティ（指揮）